# Тришатный, Сергей Иосифович
Сергей Иосифович Тришатный (19 марта 1865, Санкт-Петербург — после 21 апреля 1920) — российский черносотенный политик, старший брат Константина и Александра. Член организации Союз русского народа. В 1905 — 1908 годах секретарь СРН.

## Биография
Родился в Петербурге. Окончил юридический факультет Императорского Санкт-Петербургского университета. Имел контакт с агентом Охранного отделения Рачковским Петром Ивановичем, который был по убеждению антисемитом. В ноябре 1902 года Рачковский вернулся из Парижа с «Протоколом сионских мудрецов».
Когда началась революция 1905 года, Тришатный работал адвокатом. В октябре того же года он вместе со своим младшим братом принял участие в создании «Союза русского народа». 8 ноября лидер организации Александр Дубровин назначил Сергея Тришатного секретарём. 
Сергей Тришатный являлся одним из инициаторов создания боевых дружин, которые боролись с политическими оппонентами, в основном левыми, а также с евреями. В 1907 — 1908 годах в рядах организации разразились конфликты и борьба за власть, после чего Тришатный больше не принимал активного участия в делах СРН. С 1908 года работал советником по правовым вопросам Центрального почтового отделения в Петербурге.
После Октябрьского переворота Тришатный не покинул страну, устроился на работу в советские органы. В декабре 1918 года он устроился на работу в качестве аудитора Продовольственной комиссии Николаевской железной дороги. Год спустя, 20 декабря 1919 года он был задержан сотрудниками ВЧК Петрограда, которые расследовали дело о причастности Тришатного к преступлениям как члена Союза русского народа. Через три недели, 12 января 1920 года следователь не нашёл состава преступления в показаниях Тришатного и освободил его из-под ареста.
Пять дней спустя, 17 января 1920 года ВЧК Петрограда решила задержать Тришатного как члена СРН. 1 апреля он бежал из лагеря. 21 апреля 1920 года ВЧК объявило Тришатного в розыск, но его следы так и не были найдены. О его дальнейшей судьбе больше ничего не известно.